# Tour de Romandía 2000
La 54.ª edición del Tour de Romandía se disputó del 2 de mayo al 7 de mayo de 2000 con un recorrido de 821,5 km dividido en un prólogo inicial y 6 etapas, con inicio en Locarno, y final en Ginebra.
El vencedor fue el italiano Paolo Savoldelli, cubriendo la prueba a una velocidad media de 38,5 km/h.

## Etapas[1]
| Etapa   | Recorrido                  | Km    | Ganador          |
| Prólogo | Locarno                    | 6,5   | Paolo Savoldelli |
| 1.ª     | Locarno-Le Bouveret        | 224,3 | Mario Cipollini  |
| 2.ª     | Montreux-La Chaux de Fonds | 162,1 | Laurent Dufaux   |
| 3.ªa    | Neuchatel-Orbe             | 66,6  | Eddy Mazzoleni   |
| 3.ªb    | Orbe                       | 24,2  | Joseba Beloki    |
| 4.ª     | Orbe-Leysin                | 160   | Andrea Noè       |
| 5.ª     | Aigle-Ginebra              | 177,8 | Mario Cipollini  |

## Clasificaciones
Así quedaron los diez primeros de la clasificación general de la segunda edición del Tour de Romandía
| \| 1. \| Paolo Savoldelli \| Italia \| 21h 01'41" \| \| \| 2. \| Joseba Beloki \| España \| + 12" \| \| \| 3. \| Laurent Dufaux \| Francia \| + 27" \| \| \| 4. \| Andrea Noè \| Italia \| + 37" \| \| \| 5. \| Chann McRae \| Estados Unidos \| + 1'02" \| \| \| 6. \| Gilberto Simoni \| Italia \| + 1'25" \| \| \| 7. \| José Luis Rubiera \| España \| + 1'31" \| \| \| 8. \| Roland Meier \| Suiza \| + 1'37" \| \| \| 9. \| Raimondas Rumsas \| Lituania \| + 1'38" \| \| \| 10. \| Wladimir Belli \| Italia \| + 1'38" \| \| |                   |                |            |  |
| 1. | Paolo Savoldelli  | Italia         | 21h 01'41" |  |
| 2. | Joseba Beloki     | España         | + 12"      |  |
| 3. | Laurent Dufaux    | Francia        | + 27"      |  |
| 4. | Andrea Noè        | Italia         | + 37"      |  |
| 5. | Chann McRae       | Estados Unidos | + 1'02"    |  |
| 6. | Gilberto Simoni   | Italia         | + 1'25"    |  |
| 7. | José Luis Rubiera | España         | + 1'31"    |  |
| 8. | Roland Meier      | Suiza          | + 1'37"    |  |
| 9. | Raimondas Rumsas  | Lituania       | + 1'38"    |  |
| 10. | Wladimir Belli    | Italia         | + 1'38"    |  |

| \| 1. \| Mario Cipollini \| Italia \| ?puntos \| \| 2. \| Laurent Dufaux \| Suiza \| ?puntos \| \| 3. \| Francesco Casagrande \| Italia \| ?puntos \| |                      |        |         |
| 1. | Mario Cipollini      | Italia | ?puntos |
| 2. | Laurent Dufaux       | Suiza  | ?puntos |
| 3. | Francesco Casagrande | Italia | ?puntos |

| \| 1. \| Félix Cárdenas \| Colombia \| ?puntos \| \| 2. \| Dirk Müller \| Alemania \| ?puntos \| \| 3. \| Christian Sidler \| Suiza \| ?puntos \| |                  |          |         |
| 1. | Félix Cárdenas   | Colombia | ?puntos |
| 2. | Dirk Müller      | Alemania | ?puntos |
| 3. | Christian Sidler | Suiza    | ?puntos |